# Ranger L-440
Il Ranger L-440, designazione aziendale 6-440C, era un motore aeronautico a 6 cilindri in linea rovesciato raffreddato ad aria prodotto dall'azienda statunitense Ranger Engines, divisione motoristica della Fairchild Engine and Airplane Corporation di Farmingdale, stato di New York, negli anni trenta del XX secolo.
Il propulsore, nelle sue diverse varianti che differivano per la potenza erogata, venne utilizzato principalmente nei modelli di aereo da addestramento Fairchild.

## Varianti
6-440C-2
variante da 175 hp (130 kW) con rapporto di compressione 6:1 
6-440C-3
variante da 180 hp (134 kW) con rapporto di compressione 6.2:1 
6-440C-4
variante da 190 hp (142 kW) con rapporto di compressione 6.8:1 
6-440C-5
variante da 200 hp (149 kW) con rapporto di compressione 7.5:1 

## Velivoli utilizzatori
Canada
- Falconar SAL Mustang

 Cile
- Maestranza Central de Aviación HF XX-02

 Stati Uniti
- Fairchild 24
- Fairchild PT-19
- Fairchild PT-23
- Fairchild PT-26
- Grumman G-44 Widgeon
- St. Louis PT-LM-4
- Waco PG-2A